# کامپیوترشر
کامپیوترشر (انگلیسی: Computershare) شرکت خدمات مالی استرالیایی است، که در سال ۱۹۷۸ تأسیس شد.